# Montilly-sur-Noireau
Montilly-sur-Noireau é uma comuna francesa na região administrativa da Normandia, no departamento Orne. Estende-se por uma área de 11,08 km². Em 2010 a comuna tinha 741 habitantes (densidade: 66,9 hab./km²).